# Mirosław Nahacz
Mirosław Nahacz (ur. 9 września 1984 w Gorlicach, zm. 21 lipca 2007 w Warszawie) – polski pisarz, scenarzysta.

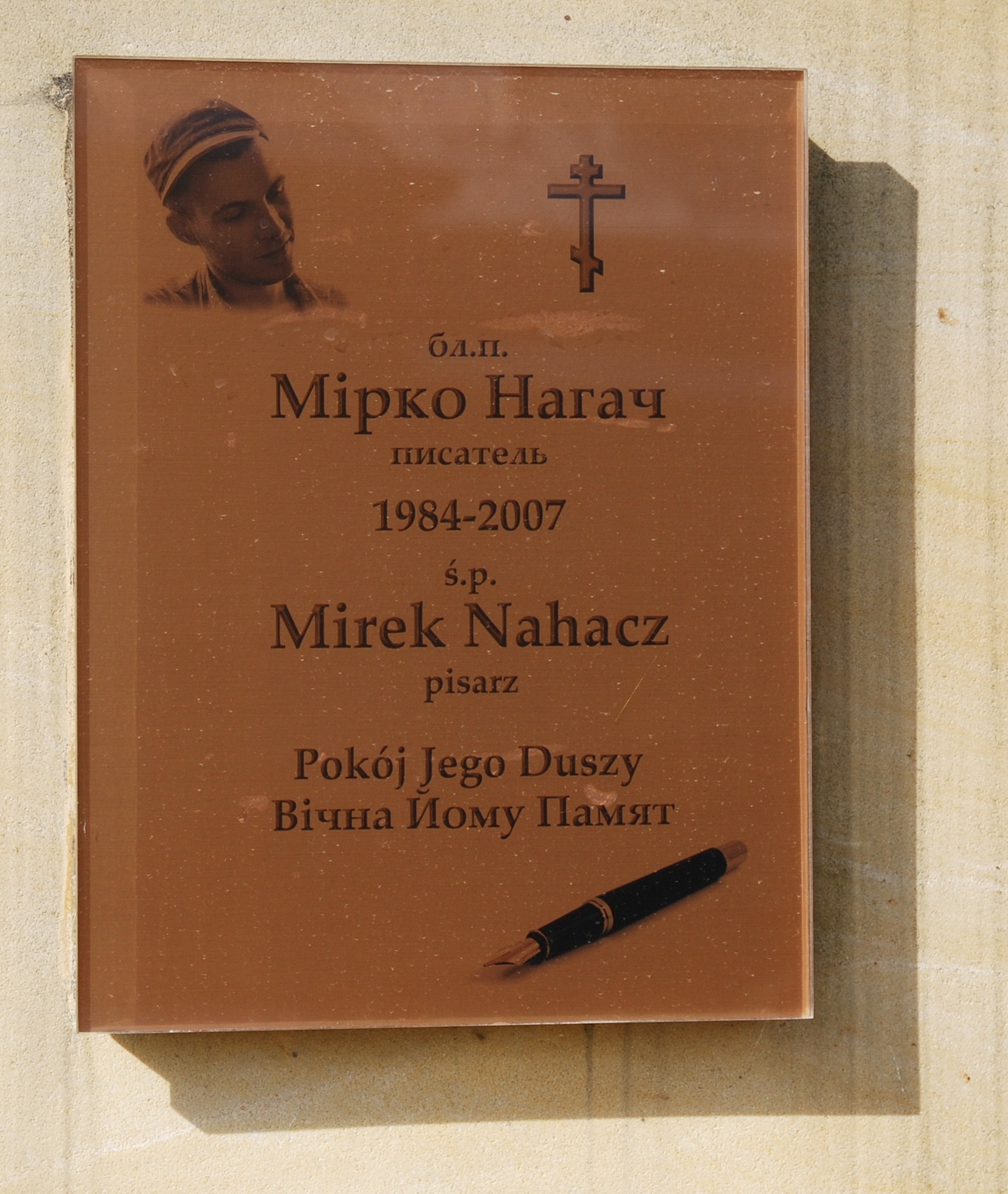
Tablica nagrobna na cmentarzu w Leszczynach

Studiował kulturoznawstwo na Uniwersytecie Warszawskim. Jako pisarz debiutował powieścią Osiem cztery w 2003. W tym też roku odebrał Nagrodę Fundacji Literackiej Natalii Gall i Ryszarda Pollaka. W kolejnych latach pisał felietony do miesięcznika „Filipinka” oraz współpracował z miesięcznikiem „Lampa”. Był także jednym z autorów scenariusza serialu Egzamin z życia, emitowanego przez TVP2. Ostatnią napisaną przez niego książką – której wydania odmówiono w wydawnictwie Czarne – były Niezwykłe przygody Roberta Robura. Powieść ukazała się w 2009 nakładem wydawnictwa Prószyński i S-ka.
Wieczorem 24 lipca 2007 został znaleziony martwy w piwnicy domu przy Hożej 39, w którym wynajmował mieszkanie. Kilka dni wcześniej, 21 lipca 2007 w wieku 22 lat popełnił samobójstwo. Uroczystości pogrzebowe odbyły się 28 lipca 2007 w cerkwi prawosławnej w Leszczynach koło Gorlic, po czym został on pochowany na przycerkiewnym cmentarzu.
10 czerwca 2016 w warszawskim Teatrze Rozmaitości premierę miał spektakl Robert Robur (reż.: Krzysztof Garbaczewski) będący adaptacją ostatniej powieści Nahacza.

## Twórczość
- Osiem cztery (powieść; Czarne 2003, ISBN 83-87391-75-1)
- Bombel (powieść; Czarne 2004, ISBN 83-87391-94-8)
- Bocian i Lola (powieść; Czarne 2005, ISBN 83-89755-31-9)
- Niezwykłe przygody Roberta Robura (powieść; Prószyński i S-ka 2009, ISBN 978-83-7648-016-9)